# Mara (region)
 For alternative betydninger, se Mara. (Se også artikler, som begynder med Mara)
Mara er en af Tanzanias 26 administrative regioner. Regionhovedstaden er Musoma. Regionen grænser til Kenya i nordøst, regionerne Arusha i øst, Shinyanga i syd, Mwanza i sydvest og Victoriasøen mod  vest, med Kagera på den anden siden af Victoriasøen. Store dele af Serengeti nationalpark, som er opført på verdensarvslisten ligger i området. Regionen er opkaldt efter Marafloden som løber gennem Kenya og Tanzania.
Befolkningen var i 2009 anslået til 1.756.442 mennesker og  et areal på 19.566 km².  Regionen består af seks distrikter: Bunda, Serengeti, Tarime, Rorya, Musoma Mjini og Musoma Vijijini.

## Eksterne kilder og henvisninger
1. ↑   Statoids, Regions of Tanzania

1°45′S 34°00′Ø / 1.750°S 34.000°Ø